# Castillo de Vauvenargues
El castillo de Vauvenargues (en francés: château de Vauvenargues) se encuentra situado en la comuna francesa de Vauvenargues, Bocas del Ródano, en el sur de Francia.

## Historia
Edificado sobre vestigios romanos durante el siglo XIII, al pie de la vertiente norte de la montaña Sainte-Victoire, el castillo fue propiedad de los condes de Provenza y a partir de 1257, del arzobispado de Aix-en-Provence, cuyo líder en ese momento era Vicedomino de Vicedominis. En 1473 la propiedad pasó del arzobispado al famoso rey Renato, quien donará el castillo y sus tierras dos años más tarde a su médico personal, Pierre Robin de Angers. La finca, a través del matrimonio de François de Clapiers con Marguerite de Séguirand en 1548, pertenecerá durante dos siglos y medio a la familia Clapiers. Entre el 1643 y 1667, mientras se remodelaban las murallas exteriores, se aprovechó para transformar íntegramente la fortaleza y convertirla en una mansión. Dos años después de la gran epidemia de peste de 1720, para agradecer a Joseph de Clapiers, cónsul de Aix, y su devoción durante el contagio que diezmó la población, el rey Luis XV convierte sus tierras en marquesado.
Después de la Revolución francesa, el castillo fue vendido por el tercer marqués de Vauvenargues a la familia Isoard. A pesar de sus humildes orígenes, la familia adquirió un mayor estatus durante el Imperio napoleónico como resultado de la amistad entre Luciano Bonaparte y el abad Joachim-Jean-Xavier de Isoard, ascendido a cardenal en 1827, a arzobispo de Auch en 1828 y arzobispo de Lyon justo antes de morir en 1839. El cardenal tenía un pequeño oratorio instalado en el castillo en el que albergaba las reliquias de San Severino, un presente del papa Pío VII.
El castillo permaneció en manos de la familia Isoard durante 150 años hasta que fue vendido en 1943 a tres industriales de Marsella; fue depuesto de su mobiliario y pasará por diversos propietarios, especialmente miembros de la Asociación para la gestión de obras sociales de la Marina.

### Pablo Picasso
Fue adquirido en 1958 por el pintor español Pablo Picasso, que buscaba un lugar más tranquilo que su anterior vivienda en Cannes,  La Californie. Junto a su esposa Jacqueline Roque, remodelaron y habitaron el castillo desde 1959 a 1961, fecha en la que se mudaron a Mougins. Pablo Picasso murió en su villa de Mougins el 8 de abril de 1973 a la edad de 91 años. Las autoridades locales no le permitieron ser enterrado allí, por lo que su esposa Jacqueline eligió el castillo de Vauvenargues para descanso de su marido. En 1986 murió Jacqueline y fue enterrada junto a Picasso en los jardines del castillo, que en la actualidad es propiedad de la heredera de Jacqueline por su primer matrimonio, Catherine Hutin-Blay.